# Rhampsinitus fissidens
Rhampsinitus fissidens is een hooiwagen uit de familie echte hooiwagens (Phalangiidae).